# Jerry Juhl
Jerry Juhl (* 27. Juli 1938 in Saint Paul, Minnesota; † 27. September 2005 in San Francisco) war US-amerikanischer Drehbuchautor, vor allem für die Muppet Show.

## Leben
Jerry Juhl hat für zahlreiche Fernsehshows und Spielfilme die Drehbücher verfasst, wie beispielsweise für die Serie Die Fraggles und Sesamstraße. Bekannt wurde er vor allem als Hauptschreiber für die Muppetshow. Seit 1961 arbeitete er mit Jim Henson zusammen.
Juhl gewann zahlreiche Auszeichnungen, darunter auch siebenmal den Emmy-Preis.
Jerry Juhl war über dreißig Jahre lang mit Susan Juhl verheiratet, mit der er auch zusammenarbeitete. Juhl starb aufgrund eines Krebsleidens. Nach seinem Tod wurde seine Urne im San Francisco Columbarium bestattet.

## Filmografie (Auswahl)
- 1955–1961: Sam and Friends
- 1965: Alpträume (Time Piece)
- 1979: Muppet Movie (The Muppet Movie)
- 1981: Die große Muppet-Sause (The Great Muppet Caper)
- 1987: Die Muppets feiern Weihnacht (A Muppets Family Christmas)
- 1992: Die Muppets-Weihnachtsgeschichte (The Muppet Christmas Carol)
- 1996: Muppets – Die Schatzinsel (Muppet Treasure Island)
- 1999: Muppets aus dem All (Muppets from Space)